# Boscawen
Boscawen – miasto w Stanach Zjednoczonych, w stanie New Hampshire, w hrabstwie Merrimack.